# An-Nazla al-Wusta
An-Nazla al-Wusta (àrab: النزله الوسطه, an-Nazla al-Wusṭa) és un municipi palestí de la governació de Tulkarem, a Cisjordània, 17 kilòmetres al nord-est de Tulkarem. Segons l'Oficina Central Palestina d'Estadístiques, tenia 415 habitants el 2006. El 38,7 % de la població d'an-Nazla al-Wusta eren refugiats en 1997. Els serveis de salut per An-Nazla al-Wusta i els vilatans d'An-Nazla ash-Sharqiya es presten a an-Nazla ash-Sharqiya i són considerades MOH de nivell 2.

## Història
En 1882 el Survey of Western Palestine del Fons per a l'Exploració de Palestina va descriure Nuzlet el Wusta com un vilatge més petit que Nuzlet et Tinat, i "en un pujol, amb pocs arbre"

### Època del Mandat Britànic
En 1945 la població de Nazla el Wusta era de 60 musulmans, amb 1,609 dúnams de terra segons un cens oficial de terra i població. D'aquests, 264 dúnams eren plantacions i terra de rec, 428 eren usats per a cereals, mentre que 2 dúnams eren sòl urbanitzat.

### Després de 1948
Després de la de la Guerra araboisraeliana de 1948, i després dels acords d'Armistici de 1949, An-Nazla al-Wusta va restar en mans de Jordània. Després de la Guerra dels Sis Dies el 1967, ha estat sota ocupació israeliana